# Livia Azzariti
Livia Azzariti (Roma, 16 agosto 1954) è una conduttrice televisiva, divulgatrice scientifica e medico italiana.
Ha condotto per diversi anni del programma di Rai 1 Unomattina e ha curato, sempre per la Rai, numerosi programmi e rubriche di medicina

## Biografia
Dopo la laurea in medicina a "La Sapienza" di Roma si specializzò in anestesiologia. Nel 1984 fu chiamata al Dipartimento Scuola Educazione della Rai, dall'allora direttore Luciano Rispoli. Collaborò alla scrittura dei testi nella redazione del programma medico su Rai 1 Colloqui sulla prevenzione della quale fu anche conduttrice. Tra il 1985 e il 1987 fu nella redazione del programma Pronto, chi gioca? come autrice delle interviste agli ospiti provenienti dal mondo scientifico e, in maniera estemporanea e non preventivata, anche come conduttrice: accadde il 29 ottobre 1986 quando, a seguito dell'improvvisa assenza della presentatrice titolare Enrica Bonaccorti a causa di un malore occorsole in gravidanza, Livia Azzariti fu mandata davanti alle telecamere per sostituirla.
Nella stagione televisiva 1987-88 passò al ruolo di conduttrice fissa, affiancando Piero Badaloni alla guida di Unomattina su Rai 1; in coppia a vari conduttori che si avvicendarono al suo fianco (tra cui Puccio Corona, Luca Giurato e Melba Ruffo) fu per nove stagioni consecutive, fino al 1996, la conduttrice di tale rotocalco giornaliero e, per un'ulteriore stagione nel 1997 come conduttrice "a staffetta" per tre mesi. In tale periodo fu anche conduttrice di cinque edizioni consecutive, dal 1991 al 1995, della maratona televisiva di beneficenza Telethon.
Terminato ogni impegno con Unomattina, dalla stagione televisiva 1997-98 assunse la conduzione del programma medico Check-up, in onda il sabato. Nel 2002-03 ebbe un breve ritorno a Unomattina con la conduzione del suo spin-off in onda nei fine settimana, Unomattina sabato e domenica, mentre due anni dopo passò a condurre Mattina in famiglia, in onda il sabato e la domenica mattina su Rai 2, con Adriana Volpe. Nel 2006 riassunse la conduzione di Check-up, della quale era diventata anche autrice, riproposta nella nuova veste di rubrica di Unomattina. Nel 2010 fu alla guida di un'ulteriore rubrica medica, Pianeta Salute, presente in Unomattina Estate, che successivamente fu rinominata Doctor Livia e inglobata in Unomattina nel 2013.
In occasione delle elezioni regionali del 2013 Livia Azzariti fu capolista di una formazione civica in appoggio del candidato presidente alla Regione Lazio Nicola Zingaretti: con 1797 preferenze, tuttavia, pur risultando nella coalizione vincente, non fu eletta. Parallelamente alle sue attività televisive ha sempre lavorato come medico di medicina generale all'azienda sanitaria locale RM 1. Livia Azzariti vanta anche un'estemporanea frequentazione con il mondo del cinema: nel film del 2004 Christmas in Love di Neri Parenti interpretò infatti sé stessa come conduttrice di una fittizia rubrica medica televisiva.

## Televisione
- Colloqui sulla prevenzione, Rai Uno (1984)
- Pronto, chi gioca?, Rai Uno (1986, una puntata)
- Unomattina, Rai Uno (1987-97)
- 33º Zecchino d'Oro, Rai Uno (1990)
- Telethon, Rai Uno (1991-95)
- Europa, mon amour, Rai Uno (21 giugno 1996)
- Check-up, Rai Uno (1997-98)
- Serata d'apertura del 55º festival del cinema di Venezia (3 settembre 1998)
- Mattina in famiglia, Rai Uno (2002-03)
- Mattina in famiglia, Rai Due (2004-05)
- Unomattina Estate, Rai Uno (2006-07)
- Unomattina Estate, Rai 1 (2010)
- Unomattina, Rai 1 (2014, 5 puntate)